# Lana Del Rey
Elizabeth Woolridge Grant (New York, 1985. június 21. –), művésznevén Lana Del Rey amerikai énekes-dalszerző. Munkássága leginkább filmzenei jellegéről és a tragikus romantika, a csillogás és a melankólia feltárásáról ismert, gyakori utalásokkal a popkultúrára és az 1950–1970-es évek americana stílusára. Vintage hollywoodi csillogást idéző stílusát videóklipjei is bemutatják. Számos elismerést kapott, többek között egy MTV Video Music Awards-díjat, három MTV Europe Music Awards-díjat, két Brit Awards-díjat, két Billboard Women in Music-díjat és egy Satellite Awards-díjat, emellett tizenegy Grammy-díjra és egy Golden Globe-díjra jelölték. A Variety a Hitmakers Awardson „a 21. század egyik legbefolyásosabb énekes-dalszerzőjeként” ismerte el. A Rolling Stone 2023-ban Del Rey-t felvette „Minden idők 200 legjobb énekese” listájára, míg testvérkiadványuk, a Rolling Stone UK „A 21. század legnagyobb amerikai dalszerzőjének” nevezte meg.
New York állam északi részén nőtt fel, de 2005-ben New York City-be költözött, hogy beindítsa zenei karrierjét. Számos projekt után, köztük a 2010-ben megjelent, saját magáról elnevezett debütáló stúdióalbumával, Del Rey áttörését 2011-ben a Video Games című kislemezének sikere hozta meg; ezt követően lemezszerződést kötött a Polydorral és az Interscope-pal. Kritikai és kereskedelmi sikert ért el második albumával, a Born to Die-jal (2012), amelyről megjelent Summertime Sadness című dala. A Born To Die lett az első listavezető albuma az Egyesült Királyságban, illetve világszerte a listák élén szerepelt. Del Rey harmadik albuma, az Ultraviolence (2014) a gitárközpontú hangszerelés nagyobb mértékű használatát mutatta be, és az amerikai Billboard 200-as lista élén debütált.
Negyedik és ötödik albuma, a Honeymoon (2015) és a Lust for Life (2017) a korábbi kiadványok stílusjegyeihez való visszatérést jelentette, míg a kritikusok által elismert hatodik album, a Norman Fucking Rockwell! (2019) a soft rock jegyeit hordozza; a 62. Grammy-díjátadón Az év albumának jelölték, és a Rolling Stone is beválasztotta „Minden idők 500 legjobb albuma” közé. Következő stúdióalbumai, a Chemtrails over the Country Club és a Blue Banisters 2021-ben jelentek meg, és az americana-t fedezték fel. Del Rey együttműködött Taylor Swifttel a Snow on the Beach-en, Swift tizedik stúdióalbumán, a Midnights-on (2022); a dal a negyedik helyen debütált az amerikai Billboard Hot 100-as listán, ami Del Rey legmagasabb pozíciója a listán. Del Rey kilencedik stúdióalbuma, a Did You Know That There’s a Tunnel Under Ocean Blvd később, 2023-ban jelent meg, a címadó dal és a kritikusok által elismert A&W című kislemezzel népszerűsítve, utóbbit a Rolling Stone „Minden idők 500 legjobb dala” közé választotta. Még ugyanebben az évben megjelent a Billboard Global 200 Top 20-as slágere, a Say Yes to Heaven.
Del Rey közreműködött filmzenéken is; 2013-ban ő írta és játszott a kritikusok által elismert Tropico című rövid musicalben, valamint kiadta a Young and Beautiful című dalt A nagy Gatsby című romantikus drámához, amelyet a kritikusok nagyra értékeltek, és Grammy-, illetve Critics’ Choice Awards-díjra jelölték. 2014-ben felvette a Once Upon a Dream című dalt a Demóna című fantasy-kalandfilmhez, valamint a Nagy szemek című életrajzi film címadó betétdalát, amelyet Golden Globe-díjra jelöltek. Del Rey közreműködött a Don’t Call Me Angel című kollaborációban is a Charlie angyalai (2019) című akcióvígjátékhoz. Del Rey kiadta a Violet Bent Backwards Backwards over the Grass (2020) című vers- és fotógyűjteményét.

## Gyermekkora
Elizabeth Grant 1985. június 21-én született Manhattanben, New Yorkban, Robert England Grant Jr., a Grey Group szövegírójának és Patricia Ann „Pat” Grant (született Hill), ugyanennek a vállalatnak az ügyfélkapcsolati vezetőjének gyermekeként. Van egy húga, Caroline „Chuck” Grant, és egy öccse, Charlie Grant. Katolikusnak nevelkedett, skót és angol származású. Egyéves korában a család a New York állambeli Lake Placidbe költözött. Lake Placidben édesapja egy bútorgyártó cégnél dolgozott, mielőtt internetes domain-befektető vállalkozó lett; édesanyja tanítónőként dolgozott. Általános iskolás korában a St. Agnes Schoolba járt, és elkezdett énekelni a templomi kórusban, ahol kántor volt.
Egy évig abba a középiskolába járt, ahol az édesanyja tanított, de 14-15 éves korában a szülei a Kent Schoolba, egy connecticuti episzkopális bentlakásos iskolába küldték, hogy leszokjon az alkoholról. Az alkoholizmus, a kábítószerekkel együtt, tinédzserkorában kezdődött, és olyannyira súlyos problémává vált, hogy az egész családja, beleértve magát Grantet is, aggódott. Grant egy interjúban megosztotta: „Igazából ezért küldtek bentlakásos iskolába 14 évesen – hogy kijózanodjak”. A nagybátyja, aki felvételiztető munkatárs volt az iskolában, biztosította neki a pénzügyi támogatást, hogy oda járhasson. Grant elmondása szerint tizenéves és korai felnőtt évei nagy részében nehezen barátkozott.  Elmondása szerint már fiatal korától kezdve foglalkoztatta a halál, és annak szerepe a szorongás és az elidegenedés érzésében:

„Amikor nagyon fiatal voltam, megdöbbentett az a tény, hogy anyám, apám és mindenki, akit ismertem, egy nap meg fog halni, és én is. Egyfajta filozófiai válságba kerültem. Nem tudtam elhinni, hogy halandók vagyunk. Valamiért ez a tudat beárnyékolta az életemet. Egy ideig boldogtalan voltam. Sok bajba keveredtem. Sokat ittam. Nehéz időszak volt az életemben.”

Grant később otthagyta az iskolát, hogy elvonóra menjen; 2003 óta tiszta. Egy évig Long Islanden élt a nagynénjénél és a nagybátyjánál, és pincérnőként dolgozott. Ez idő alatt Grant nagybátyja megtanította őt gitározni, és „rájött [hogy] valószínűleg millió dalt tudna írni azzal a hat akkorddal”. Nem sokkal később elkezdett dalokat írni és fellépni a város különböző éjszakai klubjaiban különböző neveken, mint például „Sparkle Jump Rope Queen” és „Lizzy Grant and the Phenomena”. „Mindig is énekeltem, de nem terveztem, hogy komolyan folytatom” – mondta:

„18 éves koromban, amikor New Yorkba kerültem, elkezdtem játszani brooklyni klubokban – voltak jó barátaim és elkötelezett rajongóim az underground szcénában, de akkoriban még csak egymásnak játszottunk –, és ennyi volt.”

Eredetileg a New York állambeli Geneseóban található SUNY Geneseo-ra járt, de félbehagyta a tanulmányait, hogy egy évet kihagyjon. 2004 őszén, 19 évesen Grant beiratkozott a Fordham Egyetemre a New York-i Bronxban, ahol filozófia szakra járt, metafizika szakirányon. Elmondása szerint azért választotta ezt a szakterületet, mert ez „áthidalta az Isten és a tudomány közötti szakadékot... Érdekelt Isten és az, hogy a technológia hogyan hozhat közelebb minket ahhoz, hogy megtudjuk, honnan jöttünk és miért”.

## Pályafutása

### 2005–2010: Karrier kezdete és első felvételek

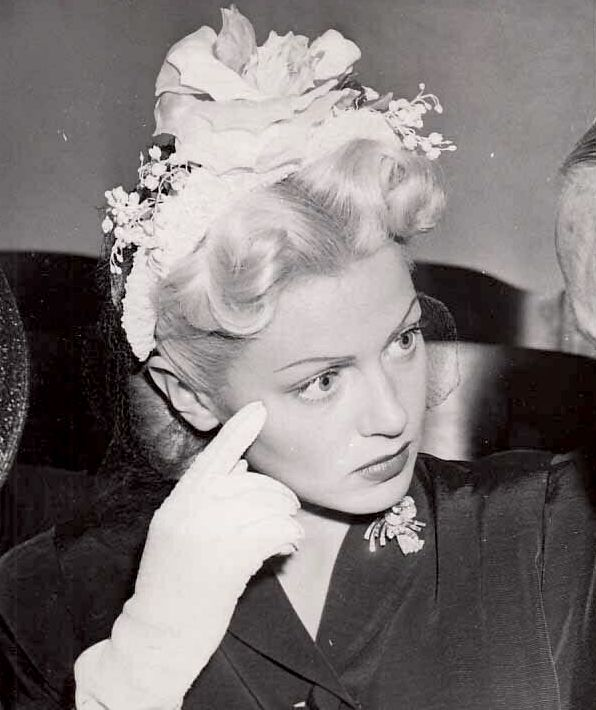
Lana Turner amerikai színésznő ihlette Del Rey művésznevét

2005 tavaszán, még főiskolás korában Del Rey egy hét számot tartalmazó középlemezt (EP) jegyeztetett be a United States Copyright Office-nál; a kérelem címe Rock Me Stable volt, és egy másik cím, a Young Like Me is szerepelt rajta. Egy második EP, From the End címmel szintén Del Rey akkori művésznevén, May Jailer néven került felvételre. 2005 és 2006 között May Jailer néven felvett egy akusztikus albumot, Sirens címmel, amely 2012 közepén kiszivárgott az internetre.
Első nyilvános fellépésén, 2006-ban a Williamsburg Live Songwriting Competition keretében Del Rey találkozott Van Wilsonnal, a David Nichtern tulajdonában lévő független kiadó, a 5 Points Records A&R képviselőjével. 2007-ben, amikor még a Fordham végzős hallgatója volt, No Kung Fu címmel akusztikus számokat tartalmazó demókazettát küldött be az 5 Pointsnak, amely 10 000 dollár értékű lemezszerződést ajánlott neki. A pénzből a New Jersey állambeli North Bergenben található Manhattan Mobile Home Parkba, egy lakókocsiparkba költözött, és David Kahne producerrel kezdett el dolgozni. Nichtern így emlékezett vissza: „Az volt a tervünk, hogy mindent elrendezünk, és lesz egy lemezünk, és a főiskola elvégzése után rögtön turnézni fog. Mint sok művész, ő is átalakult. Amikor először jött hozzánk, egy kis akusztikus gitáron játszott, egyenes szőke hajjal, nagyon csinos fiatal nő volt. Kicsit komor, de nagyon intelligens. Ezt már hallottuk. De nagyon gyorsan tovább fejlődött.”
Del Rey 2008-ban diplomázott filozófia szakon a Fordham Egyetemen, majd Lizzy Grant néven kiadott egy háromszámos EP-t, a Kill Kill-t, amelyen Kahne produceri munkája volt hallható. Az énekesnő elmagyarázta: „David csak egy nappal azután kérte, hogy dolgozzon velem, hogy megkapta a demómat. Őt egy olyan producerként ismerik, aki nagyon tisztességes, és akinek érdeke volt, hogy olyan zenét csináljon, ami nem csak pop”.” Del Rey eközben közösségi munkát végzett hajléktalanok és drogfüggők megsegítésére; a főiskolán kezdett el érdeklődni a közösségi munka iránt, amikor „egy országot átszelő útra indult, hogy egy indián rezervátumban házakat fessen és építsen újjá”.
A bemutatkozó albumához választott művésznevéről így nyilatkozott: „A nevet úgy akartam, hogy a zenét is hozzá tudjam alakítani. Akkoriban elég sokat jártam Miamiba, sokat beszéltem spanyolul a kubai barátaimmal – a „Lana Del Rey” a tengerparti csillogásra emlékeztetett minket. Gyönyörűen hangzott a számból.” A nevet Lana Turner amerikai színésznő és a Ford Del Rey autótípus ihlette, amelyet Brazíliában gyártottak és árultak az 1980-as években. Kezdetben a Lana Del Ray írásmódot használta, ezen a néven jelent meg 2010 januárjában önmagáról elnevezett debütáló albuma. Apja segített az album népszerűsítésében, amely egy rövid ideig megvásárolható volt az iTunes-on, mielőtt 2010 áprilisában eltávolították. Kahne és Nichtern egyaránt azt mondta, hogy Del Rey visszavásárolta a jogokat a 5 Points-tól, mivel azt akarta, hogy a lemez ne legyen forgalomban, hogy „meggátolja a jövőbeni terjesztési lehetőségeket – ez bizonyíthatja azokat a pletykákat, amelyek szerint az eljárás egy kiszámított stratégia része volt”.
Del Rey három hónappal a Lana Del Ray megjelenése után találkozott menedzsereivel, Ben Mawsonnal és Ed Millett-tel, akik segítettek neki kiszállni a 5 Points Records-szal kötött szerződéséből, ahol szerinte „semmi sem történt”. Nem sokkal később Londonba költözött, és Mawsonnal élt együtt „néhány évig”. 2010. szeptember 1-jén Del Rey szerepelt a Mando Diao MTV Unplugged-koncertjén a berlini Union Film-Studiosban. Ugyanebben az évben szerepelt a Poolside című rövidfilmben, amelyet több barátjával készített.

### 2011–2013: Áttörés aBorn to Dieés aParadiselemezekkel
2011-ben Del Rey saját készítésű videóklipeket töltött fel a YouTube-ra a Video Games és a Blue Jeans című dalaihoz, amelyekben vintage felvételek és a webkameráján éneklő felvételek váltakoznak. A Video Games klipje hatalmas internetes szenzációvá vált, aminek köszönhetően Del Rey-t leszerződtette a Stranger Records, hogy a dalt debütáló kislemezként kiadja. Ezt a The Observer-nek nyilatkozta: „Pár hónapja tettem fel a netre ezt a dalt, mert ez volt a kedvencem. Hogy őszinte legyek, nem ez lett volna az első kislemezem, de az emberek nagyon jól reagáltak rá”. A dalért 2011 októberében elnyerte a „Next Big Thing” Q-díjat, 2012-ben pedig a Legjobb kortárs dalnak járó Ivor Novello-díját. Ugyanebben a hónapban közös megállapodást írt alá az Interscope Records és a Polydor lemezkiadóval, hogy kiadják második stúdióalbumát, a Born to Die-t. Ugyanebben az évben kezdett el randizni Barrie-James O’Neill skót énekessel. A pár 2014-ben három együtt töltött év után szakított. Del Rey 2012. január 14-én előadott két dalt az albumról a Saturday Night Live-ban, de negatív visszhangot kapott a kritikusoktól és a nagyközönségtől, akik vokálisan ingatagnak ítélték az előadást. Korábban megvédte a műsorban való szereplését, mondván: „Jó zenész vagyok ... Régóta énekelek, és azt hiszem, hogy [az SNL alkotója] Lorne Michaels tudja ezt ... ez nem egy véletlen döntés volt”.

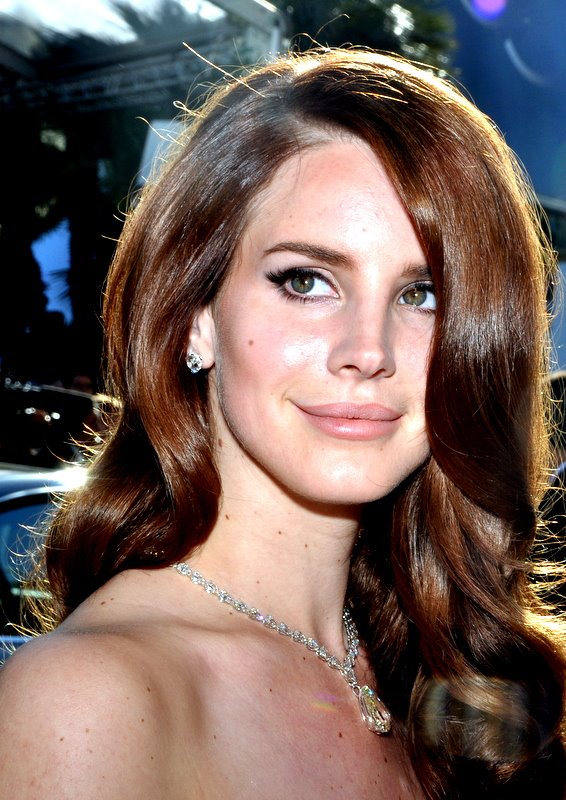
Del Rey a 2012-es Cannes-i filmfesztiválon

A Born to Die 2012. január 31-én jelent meg világszerte, és kereskedelmi sikert aratott, 11 országban az első helyen szerepelt, és az amerikai Billboard 200-as albumlistán a második helyen debütált, bár a kritikusok megosztottak voltak. Ugyanezen a héten bejelentette, hogy visszavásárolta 2010-es debütáló albumának jogait, és azt tervezi, hogy 2012 nyarán újra kiadja azt az Interscope Records és a Polydor gondozásában. Del Rey sajtónyilatkozatával ellentétben korábbi lemezkiadója és producere, David Kahne egyaránt azt állította, hogy már akkor megvásárolta az album jogait, amikor 2010 áprilisában egy új ajánlat miatt elváltak a kiadóval. A Born to Die 2012-ben 3,4 millió példányban kelt el, ezzel a 2012-es év ötödik legkelendőbb albuma lett. Az Egyesült Államokban a Born to Die egész évben jól szerepelt a Billboard 200-as listán, 36 hét után a 76. helyen állt a listán. 2024. február 3-áig a Born to Die 520 hetet (10 év) töltött a Billboard 200-as listán, ezzel Del Rey a második női előadó Adele után, aki elérte ezt a mérföldkövet.
2012 szeptemberében Del Rey bemutatta a Jaguar F-Type-ot a Párizsi Autószalonon, majd később felvette a Burning Desire című dalt, amely a jármű promóciós kisfilmjében jelent meg. Adrian Hallmark, a Jaguar globális márkaigazgatója azzal magyarázta a vállalat választását, hogy Del Rey „a hitelesség és a modernitás egyedülálló keveréke”. 2012 szeptemberének végén a H&M 2012-es őszi kampányának promóciós kislemezeként megjelent egy klip Del Rey Blue Velvet című feldolgozásához, amelyhez Del Rey a nyomtatott sajtóban is modellkedett. Szeptember 25-én Del Rey kiadta a Ride című kislemezt a Paradise című, hamarosan megjelenő EP-jének népszerűsítésére. Ezt követően 2012. október 10-én mutatta be a Ride című dalhoz készült videóklipjét a kaliforniai Santa Monicában található Aero Theatre-ben. Egyes kritikusok kritizálták a videót, mert szerintük prostitúciópárti és antifeminista, mivel Del Rey egy prostituáltat alakít egy motoros bandában.
A Paradise 2012. november 12-én jelent meg önálló kiadványként, valamint Born to Die: The Paradise Edition címmel, amely Del Rey előző albumát egyesítette a Paradise további nyolc számával. A Paradise Del Rey második top 10-es albuma volt az Egyesült Államokban, a Billboard 200-as listán a 10. helyen debütált 67 000 eladott példánnyal az első héten. Később az 56. Grammy-díjkiosztón A legjobb popalbum kategóriában is jelölték. Del Rey több jelölést is kapott a 2012 novemberében megrendezett MTV Europe Music Awards-on, és elnyerte A legjobb alternatív előadónak járó díjat. A 2013 februárjában megrendezett Brit Awards-on A legjobb nemzetközi női szólóelőadónak járó díjat nyerte el, majd két Echo-díjat is kapott, A legjobb nemzetközi új előadó és A legjobb nemzetközi pop/rock előadó kategóriákban.
A következő hónapokban két feldolgozást is megjelentetett: az egyik Leonard Cohen Chelsea Hotel#2 című dala, majd egy duettet akkori barátjával, Barrie-James O’Neillel Lee Hazlewood és Nancy Sinatra Summer Wine című dalából. 2013 májusában Del Rey kiadott egy eredeti dalt Young and Beautiful címmel a 2013-as A nagy Gatsby film soundtrackjéhez. A dal megjelenését követően a Billboard Hot 100-as listáján a 22. helyet érte el. Azonban nem sokkal a a kortárs sláger rádiókban való megjelenése után a kiadó idő előtt visszavonta, és úgy döntött, hogy egy másik dalt küld ki. 2013. július 2-án Del Rey Summertime Sadness című dalának Cedric Gervais remixét küldték a rádióknak; a dal kereskedelmi sikernek bizonyult, megelőzte a Young and Beautiful-t, a hatodik helyig jutott a Billboard Hot 100-on, és az első amerikai top tízes slágere lett. A remix 2013-ban elnyerte A legjobb remixelt felvétel, nem klasszikus kategória Grammy-díját, míg a Young and Beautiful-t A legjobb vizuális média számára írt dal kategóriában jelölték.
2013 júniusában Del Rey elkészítette a Tropico című zenés rövidfilmet, amely a Paradise dalaiból készült, rendezője Anthony Mandler volt. Del Rey 2013. december 4-én mutatta be a filmet a hollywoodi Cinerama Dome-ban. December 6-án a filmzene digitálisan is megjelent.

### 2014–2016:Ultraviolence,Honeymoonés filmes munkák

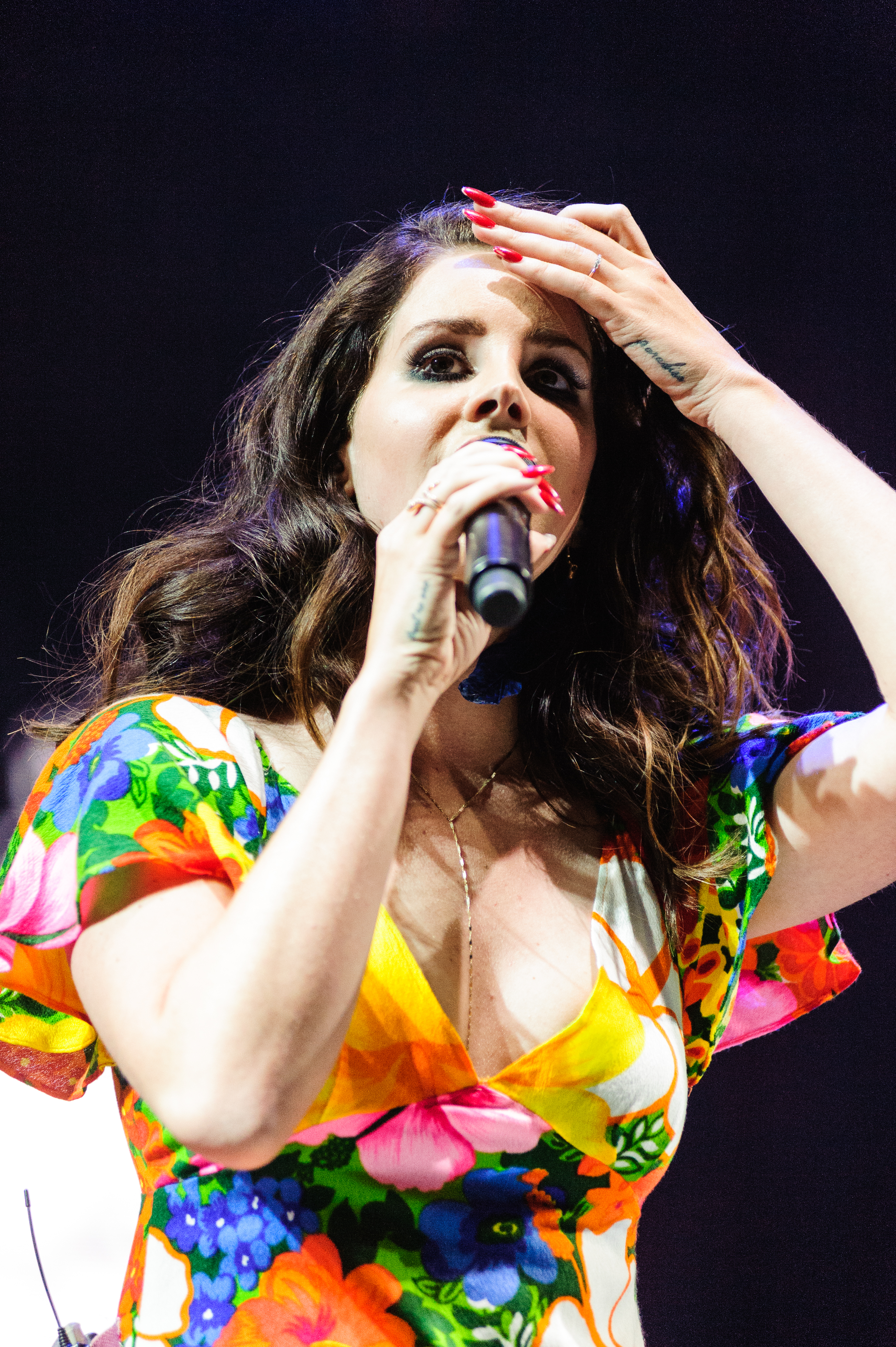
Del Rey fellépés közben a Coachella fesztiválon 2014-ben

2014. január 26-án Del Rey kiadta a Once Upon a Dream című dal feldolgozását a 2014-es Demóna című fantasy-kalandfilmhez. A Paradise befejezése után Del Rey elkezdte írni és felvenni a következő albumát, az Ultraviolence-t, melynek producere Dan Auerbach volt. Az Ultraviolence 2014. június 13-án jelent meg, és 12 országban, köztük az Egyesült Államokban és az Egyesült Királyságban az első helyen debütált. Az albumot, amelyből az első héten világszerte 880 000 példányt adtak el, a West Coast, a Shades of Cool, az Ultraviolence és a Brooklyn Baby című kislemezek előzték meg. Francesco Carrozzini fotóssal kezdett el randizni, miután ő rendezte Del Rey Ultraviolence című dalához készült klipjét; a pár 2015 novemberében, több mint egy év után szakított. Del Rey úgy jellemezte az albumot, hogy „lecsupaszított, de még mindig filmszerű és sötét”, míg egyes kritikusok pszichedelikus, és rock-hatásúnak jellemezték a lemezt, melyen a gitárhangszerelés hangsúlyosabban jelenik meg, mint korábbi kiadványain. Még abban az évben Del Rey a Big Eyes és az I Can Fly című dalokkal járult hozzá Tim Burton 2014-es Nagy szemek című életrajzi filmjéhez.
A Honeymoon, Del Rey negyedik stúdióalbuma 2015. szeptember 18-án jelent meg, a zenekritikusok elismerését kiváltva. Az album megjelenése előtt Del Rey előzetesen bemutatta a Honeymoon című számot, a High by the Beach című kislemezt és a Terrence Loves You című promóciós kislemezt. A Honeymoon megjelenése előtt Del Rey 2015 májusában elindult a The Endless Summer Tourra, melynek előzenekara Courtney Love és Grimes volt. Ezen kívül Del Rey társszerzője és közreműködője volt a 2015. augusztus 28-án megjelent The Weeknd Beauty Behind the Madness albumának Prisoner című számának.
2015 novemberében Del Rey executive producere volt a Hi, How Are You Daniel Johnston című rövidfilmnek, amely az énekes-dalszerző Daniel Johnston életét dokumentálja. A filmhez feldolgozta Johnston Some Things Last a Long Time című dalát. 2015 novemberében Del Rey megkapta a Billboard Women in Music ceremónián a Trailblazer Awardot, és elnyerte az MTV Europe Music Awards gálán A legjobb alternatív előadónak járó díjat.
2016. február 9-én Del Rey bemutatta a Honeymoon album Freak című dalához készült videóklipjét a Los Angeles-i Wiltern Theatre-ben. Még ebben az évben Del Rey együttműködött The Weeknddel a Starboy (2016) című albumán, a Party Monster című dalban háttérvokálokat, a Stargirl Interlude című dalban pedig szólóvokálokat adott. A Party Monster, melynek Del Rey is társszerzője volt, kislemezként jelent meg, és ezt követően a Billboard Hot 100-as listáján a Top 20-ba került, és az Egyesült Államokban dupla platina minősítést kapott.

### 2017–2019:Lust for LifeésNorman Fucking Rockwell!

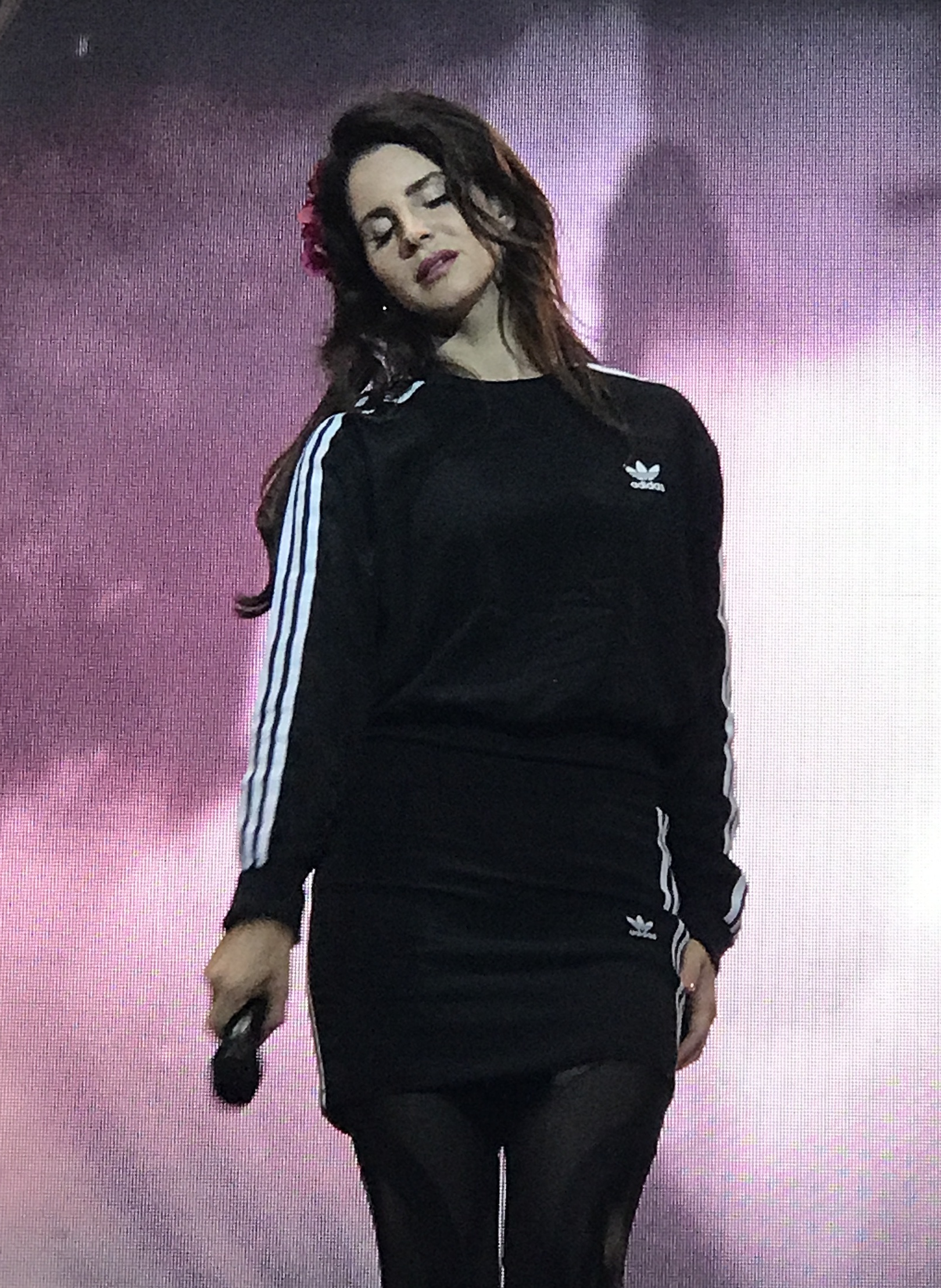
Del Rey fellépés közben a Flow Fesztiválon Helsinkiben, 2017-ben

Del Rey ötödik stúdióalbuma, a Lust for Life 2017. július 21-én jelent meg. Az albumot megelőzte a Love című kislemez; a Lust for Life The Weeknddel; a Summer Bummer A$AP Rockyval és Playboi Cartival; valamint a Groupie Love, szintén Rockyval. A megjelenés előtt Del Rey így nyilatkozott: „Az első négy albumomat magamnak készítettem, de ez a mostani a rajongóimnak szól, és arról, amerre remélem, hogy mindannyian tartunk”. A lemezen továbbá Stevie Nicksszel és Sean Ono Lennonnal is közreműködött, ami az első alkalom, hogy más művészek is közreműködtek saját kiadványán. Az album általánosságban kedvező kritikákat kapott, és Del Rey harmadik listavezető albuma lett az Egyesült Királyságban, és második listavezető albuma az Egyesült Államokban. 2017. szeptember 27-én Del Rey bejelentette az LA to the Moon Tourt, egy hivatalos koncertkörutat Jhené Aiko és Kali Uchis társaságában, hogy tovább népszerűsítse az albumot. A turné 2018 januárjában kezdődött Észak-Amerikában, és augusztusban fejeződött be. A Lust for Life-ot jelölték a 60. Grammy-díjátadón A legjobb popalbum kategóriában, ami Del Rey második jelölését jelentette ebben a kategóriában.
2018 januárjában Del Rey bejelentette, hogy perben áll a Radiohead brit rockbandával a Creep című daluk és az ő Get Free című dala közötti állítólagos hasonlóságok miatt. Bejelentését követően kiadójuk, a Warner/Chappell jogi képviselői tagadták a pert, ahogy Del Rey állításait is, miszerint a zenekar „a dal jogdíjainak 100%-át” követeli. Del Rey a nyáron, a brazil Lollapaloozán való fellépése közben jelentette be, hogy a pereskedésnek „vége”.
2018 folyamán Del Rey több más zenész által készített számban is vendégénekesként szerepelt, többek között a Living with Myself számban Jonathan Wilson Rare Birds (2018) albumán, a God Save Our Young Blood és a Blue Madonna számokban Børns Blue Madonna (2018) albumán, valamint a Woman számban Cat Power Wanderer (2018) albumán. 2019 novemberében Del Rey-t bejelentették a Gucci Guilty illatainak arcaként, majd ezt követően nyomtatott és televíziós reklámokban szerepelt Jared Letóval és Courtney Love-val. A kampány középpontjában a „Hollyweird” fogalma állt. A Gucci kreatív igazgatója, Alessandro Michele szerint a Guilty egy olyan nő illata, aki azt csinál, amit akar; Del Rey kijelentette, hogy ő „nagyon is ilyen ember”.

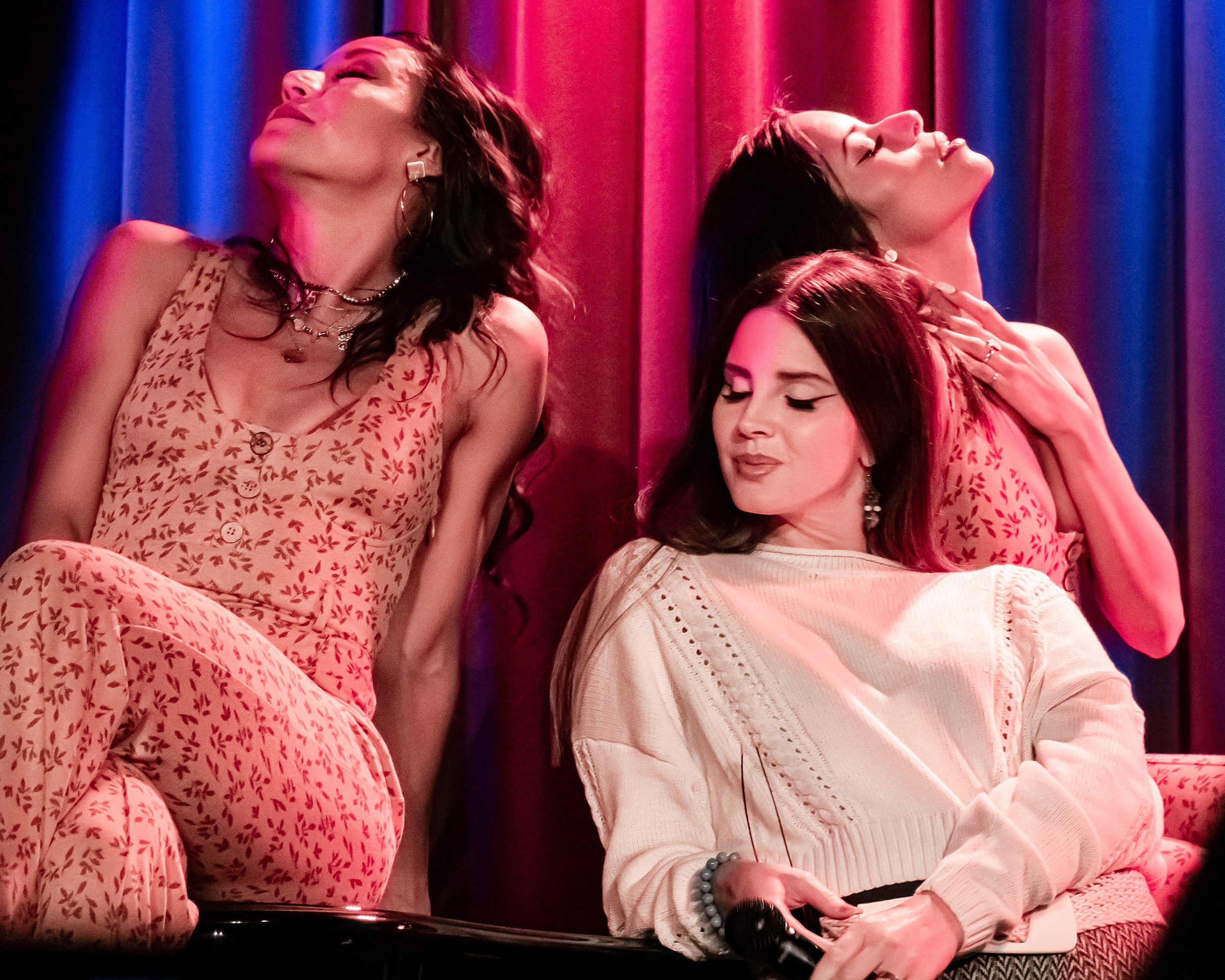
Del Rey a Grammy Museum-ban lépett fel 2019 októberében

2019. augusztus 6-án Del Rey átadta Guillermo del Toro filmrendezőnek a csillagát a Hollywood Walk of Fame-en, majd ezt követően kiadta a Season of the Witch feldolgozását a Lidérces mesék éjszakája című filmjéhez. Ugyanezen a napon Del Rey kiadta a Looking for America című, nem albumhoz tartozó kislemezt, amelyet spontán módon írt és vett fel a hét elején, válaszul az El Pasóban és Daytonban egymás után történt tömeges lövöldözésekre.
Hatodik stúdióalbuma, a Norman Fucking Rockwell! 2019. augusztus 30-án jelent meg. Miután 2018 szeptemberében bejelentette az albumot, az albumot a Mariners Apartment Complex, a Venice Bitch, a Hope Is a Dangerous Thing for a Woman like Me to Have – but I Have It, a Doin’ Time és a Fuck It, I Love You/The Greatest című kislemezek előzték meg. Az album széleskörű kritikai elismerést kapott, és a Metacritic kritika-gyűjtő weboldal szerint Del Rey karrierjének eddigi legjobban értékelt albuma. Az NME ötből öt csillaggal jutalmazta az albumot. Rob Sheffield a Rolling Stone-nak írt kritikájában azt írta, hogy „a régóta várt Norman Fucking Rockwell még masszívabb és fenségesebb, mint azt mindenki remélte. Lana az ötödik és egyben legjobb albumát a mocskos amerikai álmok túrájává alakítja, mélyre hatolva nemzetünk legcsavarosabb fantáziáiban a csillogásról és a veszélyről”, és végül „popklasszikusnak” minősítette az albumot. Az albumot két Grammy-díjra jelölték, Az év albuma és Az év dala a címadó dalért. A Norman Fucking Rockwell! volt az első alkalom, hogy Del Rey együtt dolgozott Jack Antonoffal, aki az album nagy részének társszerzője és producere volt; Antonoff később a következő stúdióalbumán és spoken word albumán is dolgozott Del Rey-jel.
Szeptemberben Del Rey szerepelt Ariana Grande és Miley Cyrus közös, Don’t Call Me Angel című dalában, amely a 2019-es Charlie angyalai című film soundtrackjének első kislemeze. A dal mérsékelt nemzetközi sikert aratott, később több országban arany minősítést kapott. Novemberben Del Rey szerepelt az Amazon Prime The Kacey Musgraves Christmas Show című különkiadásában, olyan vendégek mellett, mint Camila Cabello, James Corden és Troye Sivan.

### 2020–2021:Chemtrails over the Country Club,Blue Banistersés versgyűjtemények
A L’Officiel első amerikai kiadásának 2018 elején adott interjújában, amikor arról kérdezték, hogy érdekli-e a filmkészítés, Del Rey azt válaszolta, hogy megkeresték, hogy írjon egy Broadway-musicalt, és nemrég kezdett el dolgozni rajta. Arra a kérdésre, hogy mennyi időbe telik a darab befejezése, azt válaszolta: „Lehet, hogy két-három év múlva befejezem”. Azt is bejelentette, hogy közreműködik az Alice Csodaországban új feldolgozásának soundtrackjén.
Miután bejelentette, hogy 2019-ben egy spoken word albumot készít, Del Rey 2020-ban kiadta a Violet Bent Backwards over the Grass című könyvét és a hozzá tartozó spoken word albumot. A fizikai könyv szeptember 29-én, a Jack Antonoff által készített hangoskönyv pedig július 28-án jelent meg. A LA Who Am I to Love You című spoken word verset az album megjelenése előtti napon adták ki első kislemezként. 2020 májusában Del Rey bejelentette egy második könyv, a Behind the Iron Gates – Insights from the Institution megjelenését, amelyet eredetileg 2021 márciusára terveztek; a könyvvel kapcsolatos munkálatai megszakadtak, amikor a kéziratot ellopták az autójából 2022-ben.
2020 szeptemberében Del Rey szerepelt Matt Maeson 2019-es Hallucinogenics című dalának remixén. A duó korábban, 2019-ben élőben is előadta a dalt együtt. 2020 novemberében Del Rey bejelentette, hogy karácsonykor egy „amerikai sztenderdekből és klasszikusokból” álló digitális lemezt ad ki, amely azonban még nem látott napvilágot. A lemezen több, Nikki Lane-nel felvett dal is szerepel. Ugyanebben a hónapban közreműködött a Liverpool FC-ről szóló dokumentumfilmben, a The End of the Storm-ban, ahol a klub himnuszát, a You’ll Never Walk Alone-t adta elő. Del Rey a feldolgozást limitált példányszámú kislemezként is kiadta, melynek teljes bevételét az LFC alapítványa kapta. Del Rey köztudottan rajong a klubért, és az Anfieldben rendezett meccseire is ellátogatott. 2020 decemberében arról számoltak be, hogy Clayton Johnson zenésszel eljegyezték egymást.
2021. március 19-én Del Rey kiadta hetedik stúdióalbumát, Chemtrails over the Country Club címmel, a kritikusok elismerését kiváltva. A 2019-ben bejelentett album eredetileg 2020-ban jelent volna meg White Hot Forever címmel, de 2020 novemberében a bakelitgyártás késedelme miatt elhalasztották.. A Norman Fucking Rockwell! című albumhoz hasonlóan a Chemtrails over the Country Club-ot is nagyrészt Del Rey készítette Jack Antonoff mellett. A lemezt megelőzte a Let Me Love You like a Woman című kislemez 2020. október 16-án, és a címadó dal 2021. január 11-én. Mindkét dalhoz, valamint a White Dress-hez is megjelentek videóklipek.
Nyolcadik stúdióalbuma, a Blue Banisters 2021. október 22-én jelent meg. Ezt megelőzte a 2021. május 20-án egyidejűleg megjelent három dal: a címadó dal, a Text Book és a Wildflower Wildfire, valamint az Arcadia című kislemez 2021. szeptember 8-án. Az Arcadia című dalhoz 2021. szeptember 8-án egy videóklip is megjelent, majd egy alternatív klip is világot látott 2021. október 7-én. A Blue Banisters című számhoz készült klip 2021. október 20-án jelent meg.

### 2022–jelen:Did You Know That There’s a Tunnel Under Ocean BlvdésThe Right Person Will Stay
2022. január 21-én Del Rey bemutatta a Watercolor Eyes című dalát az Eufória egyik epizódjában. Del Rey 2022-ben megerősítette, hogy új zenén és verseken dolgozik; however, 2022. október 19-én azonban egy sor videót tett közzé az Instagramján, melyből kiderült, hogy „néhány hónappal” korábban betörtek az autójába, és ellopták a hátizsákját – melyben egy laptop, merevlemezek és három videókamera volt –, így a tolvajok hozzáférhettek befejezetlen dalaihoz, a készülő verseskötetének 200 oldalas kéziratához, a Behind the Iron Gates – Insights from an Institution című könyvéhez, valamint két évnyi családi videófelvételhez. Del Rey távolról törölte az ellopott laptop tartalmát, amely a verseskötetének egyetlen használható példányát tartalmazta. „Mindezek ellenére, ami történt, bizakodó vagyok a készülő lemezzel kapcsolatban” – zárta Instagram-videóit Del Rey. 2022. október 21-én megjelent a Del Rey közreműködésével készült Snow on the Beach című Taylor Swift-dal, az utóbbi Midnights című albumáról. A dalt Swift, Del Rey és Jack Antonoff írta. A dal a negyedik helyen debütált a Billboard Hot 100-as listáján, ami Del Rey addigi legmagasabb pozícióját jelentette a listán.
2022. december 7-én Del Rey kiadta a Did You Know That There’s a Tunnel Under Ocean Blvd című dalt, mint az azonos című kilencedik stúdióalbumának első kislemezét. 2023 januárjában Del Rey-t Nadia Lee Cohen fotózta és Billie Eilish készített vele interjút az Interview márciusi számának címlapjára. Az interjúban Del Rey elárulta, hogy az album a legbelsőbb gondolatait fogja feltárni, és hogy az album néhány dala „szuper hosszú és szókimondó”. 2023. február 14-én jelent meg az A&W című dal az album második kislemezeként, majd egy hónappal később, 2023. március 14-én az album harmadik kislemeze, a The Grants. A Did You Know That There’s a Tunnel Under Ocean Blvd album 2023. március 24-én jelent meg.
2023. május 19-én Del Rey kislemezként kiadta népszerű, eddig kiadatlan Say Yes to Heaven című dalát, amelyet korábban, 2013 novemberében írt és vett fel, és azt tervezte, hogy az Ultraviolence című albumra is felveszi, mielőtt kivágta volna. A dal egyes részei 2016. augusztus 15-én kiszivárogtak, és mások által, akik Del Reynek adták ki magukat, közzétették a Spotify-on. 2023. május 26-án Taylor Swift a Midnights című albumának Til Dawn kiadásával együtt kiadta a Snow on the Beach remixét, melyben „több” Lana Del Rey szerepelt, mivel a rajongók azt kérték, hogy Del Rey is kapjon egy versszakot a dalban, mivel az eredetiben csak háttérvokálozott. 2023. július 20-án Del Rey-t látták, amint kávét töltött és beszélgetett a vendégekkel egy Waffle House-ban az alabamai Florence-ben, teljes alkalmazotti egyenruhában, saját „Lana” névtáblájával kiegészítve. 2023-ban Del Rey turnéra indult, hogy népszerűsítse a Did You Know That There’s a Tunnel Under Ocean Blvd albumát..
2023. október 20-án Del Rey szerepelt Holly Macve Suburban House című kislemezén. Macve megosztotta, hogy a két művész útjai már 2017-ben keresztezték egymást, és hogy ő „nagy rajongója [Lana] zenéjének”. 2023. november 10-én Del Rey öt jelölést szerzett a 2024-es Grammy-gálán, melyek között szerepel Az év albuma és A legjobb alternatív album a Did You Know That There’s a Tunnel Under Ocean Blvd-ért, Az év dala és A legjobb alternatív előadás az A&W-ért, valamint A legjobb popduó vagy -együttes teljesítmény a Candy Necklace-ért Jon Batiste-tel. Később felkérték a Skims 2024 Valentin-napi kollekciójának arcának.
2024. január 31-én Del Rey a Billboard Grammy előtti rendezvényén bejelentette, hogy következő albuma, 2024 szeptemberében jelenik meg. Ez lesz az első country albuma. Eredetileg a Lasso címet kapta, de később elárulta, hogy a címe The Right Person Will Stay lesz, a megjelenési dátum pedig 2025. május 21. lesz. A Quavo amerikai rapperrel közös Tough című dal 2024. július 3-án jelent meg.
2024. november 25-én Del Rey bejelentette 2025-ös brit és írországi turnéját, amely 2025. június 23-án kezdődik és 2025. július 3-án ér véget, és amelynek keretében fellép a cardiffi Principality Stadionban, a glasgow-i Hampden Parkban, a liverpooli Anfield Stadionban, a dublini Aviva Stadionban és végül a londoni Wembley Stadionban.
2025-ben Del Rey és a The Weeknd együttműködtek a Hurry Up Tomorrow című album The Abyss számán. 2025. április 25-én Del Rey fellépett a Stagecoach Fesztiválon, ahol előzetesen bemutatott néhány új dalt a közelgő country-hatású albumáról. Az albumot a Henry, Come On és a Bluebird című kislemezek előzték meg, mindkettőt Luke Lairddel közösen írta és Drew Ericksonnal közösen készítette.

## Művészete

### Zenei stílus
Del Rey-t „alt-pop” vagy alternatív pop előadónak szokták nevezni. Munkáit a pop, rock, dream pop, baroque pop, indie pop, pszichedelikus rock kategóriákba sorolták, miközben trip hop, hip hop, lo-fi, és trap elemeket is tartalmaz. Debütáló megjelenésekor Del Rey zenéjét egyes zenekritikusok „hollywoodi szomorúzenének” nevezték. Többször megjegyezték filmszerű hangzását és a popkultúra különböző aspektusaira való utalásait; mind a kritikusok, mind maga Del Rey kiemelte az 1950-es és 1960-as évek Americana állandó motívumait. Az amerikai nosztalgia erős elemei miatt az Idolator határozottan az alternatív popba sorolta az énekesnőt. Del Rey az Artistdirect-nek adott interjújában részletezte a múlthoz való kötődését: „Még csak nem is az ’50-es években születtem, de úgy érzem, mintha ott lettem volna”.
A Born to Die-ről az AllMusic azt írta, hogy „szenvedélyes, túlzó zenekari popja egyfajta homályosan megálmodott sanzonénekessé változtatta őt egy Adderallon és az interneten nevelkedett generáció számára, nagy adag Twin Peaks-hangulattal”. Del Rey későbbi kiadványai különböző stílusokat mutattak be, különösen az Ultraviolence, amely a pszichedelikus és desert rockhoz hasonló gitáralapú hangzást alkalmazott. Kenneth Partridge a Billboard-tól megjegyezte ezt a stílusváltást, és így írt: „Drogokról, autókról, pénzről és a rosszfiúkról énekel, akikbe mindig belezúg, és bár sok dalban megmaradt a század közepének festői íze, [Del Rey] már nem úgy énekel, mint egy zsivány Bette Davis”. A Honeymoon megjelenésekor az egyik kritikus úgy jellemezte Del Rey munkásságát, mint ami „a zenéről, mint egy időhurokról szól, a bágyadt énekléssel a feldolgozásokon, amelyek az óra mutatóit olyan lassan mozgatják, hogy néha úgy tűnik, hogy visszafelé mennek”.
Mielőtt Lana Del Rey művésznéven vált ismertté, Lizzy Grant, Lana Rey Del Mar, Sparkle Jump Rope Queen, és May Jailer néven lépett fel. Lizzy Grant művésznév alatt zenéjét „hawaii glam metal”-ként jellemezte, míg May Jailer-munkássága akusztikus volt.

### Hatások
Del Rey a zenei művészek széles skáláját említi hatásaként, köztük számos pop, jazz és blues előadót a huszadik század közepéről, mint például Andrew Lloyd Webber, Frank Sinatra, Nina Simone, Billie Holiday, Bobby Vinton, a The Crystals, és Miles Davis. Julie London és Julee Cruise énekesnők szintén hatással voltak rá. „Igazából minden műfaj mestereit szeretem” – mondta 2012-ben a BBC rádió műsorvezetőjének, Jo Whileynek, konkrétan megnevezve a Nirvanát, Bob Dylant, Frank Sinatrát és Elvis Presley-t.
A huszadik század végének számos rock- és popzenésze és -együttese is inspirálta Del Reyt, például Bruce Springsteen, Britney Spears, az énekes-dalszerző Lou Reed és az Eagles rockegyüttes, valamint olyan népzenészek, mint Leonard Cohen és Joan Baez. Del Rey emellett Cat Power énekes-dalszerzőt, a Hole frontasszonyát, Courtney Love-ot, a rapper Eminemet és az énekes-dalszerző Amy Winehouse-t nevezte meg olyan művészekként, akikre felnézett. Del Rey a Born to Die (2012) című albumához részben az Amerikai szépség filmzenéjéből merített inspirációt.
Del Rey-hez a költészet is közel áll, Walt Whitmant és Allen Ginsberget említi, mint a dalszerzésében meghatározó személyiségeket. A Venice Bitch című dalában a „nothing gold can stay” című dalszöveg egyben egy Robert Frost-vers címe is. Del Rey a filmrendezőket, David Lynch-et és Federico Fellini-t, valamint a festőket, Mark Ryden-t és Pablo Picasso-t említette hatásaiként, és kijelentette, hogy csodálja Lauren Bacall színésznőt. Nagyon szereti és hatással volt rá a Lolita című könyv és a címszereplő, valamint az abból 1962-ben és 1997-ben készült filmek. A múltban Lolita jellegú ruhákban is megjelent, és még egy azonos című dalt is írt, amely a 2012-es Born to Die című albumának egyes kiadásain bónusz számként szerepel.

### Hang és hangszín
Del Rey kiterjedt alt hangterjedelemmel rendelkezik, amely több mint három oktávra terjed ki, és amelyet magával ragadónak és rendkívül érzelemdúsnak jellemeztek, és nagy könnyedséggel váltogatja a magas hangokat a lányos hangszíntől a jazzes árnyalatokig a mélyebb regiszterben. Az Ultraviolence megjelenését követően, amelyet élőben, egyetlen felvételen rögzítettek, és amelyből mellőzték a Pro Tools hangszerkesztést, a kritikusok egyre inkább értékelték Del Rey énekesi képességeit, dicsérve nagy hangterjedelmét, megnövekedett énekesi magabiztosságát és egyedülállóan érzelemdús előadását. A stúdiófelvételek során Del Rey híres a többrétegű vokálozásról, amit, mint megjegyezték, nehéz számára élőben megismételni, különösen, ha nincsenek háttérénekesek, akik kitöltenék az eredeti vokálstílust. A lámpaláz szintén nagyban hozzájárult Del Rey élő fellépésekkel kapcsolatos küzdelmeihez; az újságírók azonban 2014-ben megjegyezték, hogy az élő fellépései egyre magabiztosabbá váltak. A Billboard a West Coast Coachellán való debütálását „sztárcsináló előadásnak” ítélte, és dicsérte az énekesnő vokális képességeit. A zenekritikusok „füstösnek”, „komornak”, és Marilyn Monroe-ra emlékeztetőnek nevezték a hangját. A 2015-ös Honeymoon című lemez megjelenésekor a Los Angeles Times kritikusa, Mikael Wood Julee Cruise és Eartha Kitt hangjához hasonlította a hangját.
Del Rey a Born to Die című albummal kezdett mélyebb énekhangot használni, azt állítva, hogy „az emberek nem vettek nagyon komolyan, ezért lejjebb vittem a hangomat, mert azt hittem, hogy ez segít kitűnni. Most elég mélyen énekelek... legalábbis egy nőhöz képest”. „Most mélyen énekelek, de korábban sokkal magasabb volt a hangom. A külsőm miatt szükségem volt valamire, ami megalapozza az egész projektet. Különben szerintem az emberek azt feltételeznék rólam, hogy valami légből kapott énekesnő vagyok. Hát, nem hiszem... Tudom. Énekeltem már így is, meg úgy is, és láttam, mihez vonzódnak az emberek” – mondta a témával kapcsolatban.

### Videóklipek és előadásmód

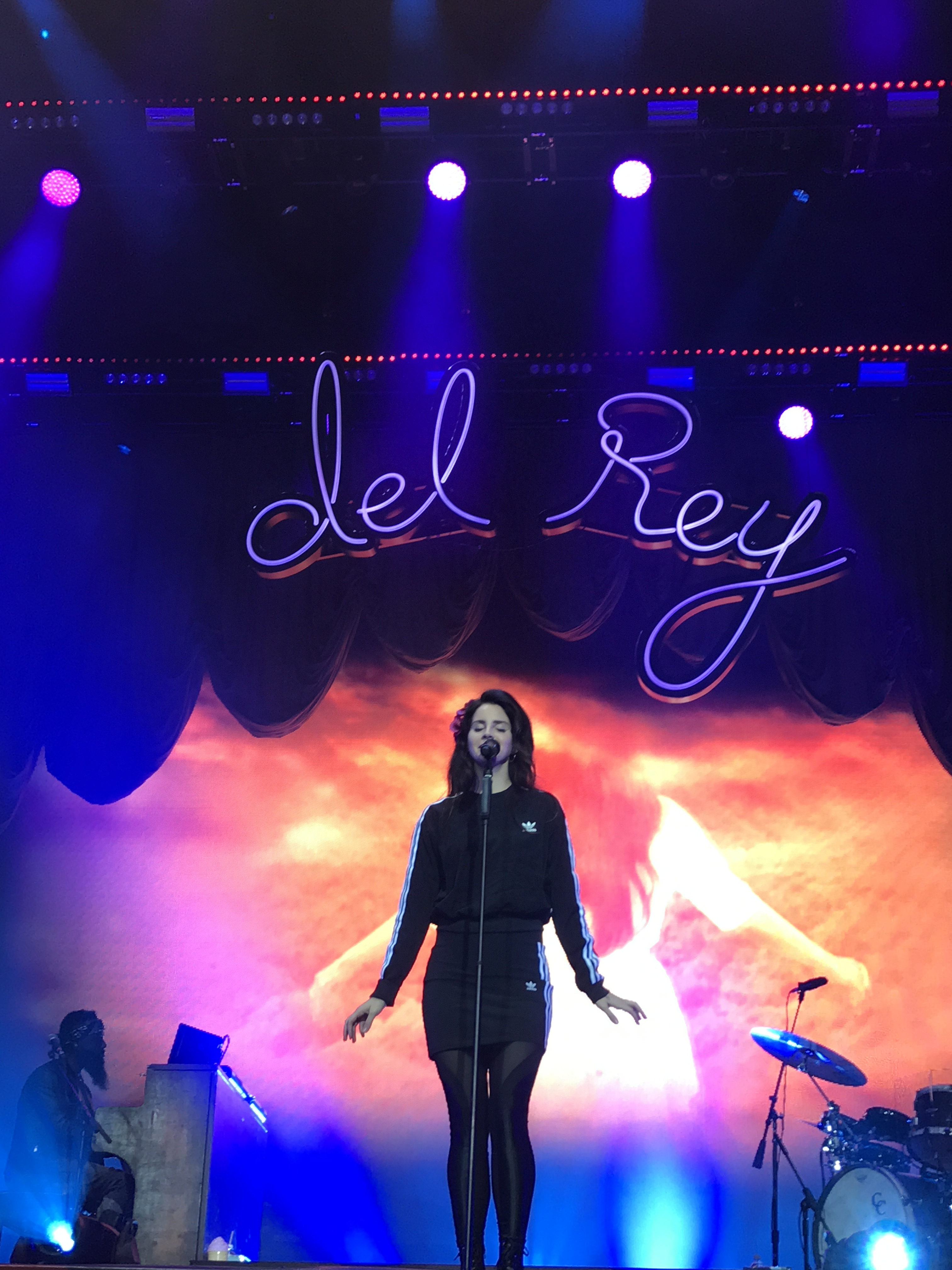
Del Rey fellépése a Flow Fesztiválon 2017-ben

Del Rey videóklipjeit is gyakran jellemzi a retro hangulatú filmszerűség. Karrierje kezdetén Del Rey webkamerával rögzített klipeket magáról, amint énekli a dalait, és ezeket a régi házi videók és filmek mellé helyezte, hogy „házi készítésű zenei videóként” szolgáljanak, ez a stílus segített neki korai elismertséget szerezni. Ezeknek a házi videóknak a sikere után Del Rey egy sor nagy költségvetésű klipet készített, köztük a Born to Die és a National Anthem (mindkettő 2012), valamint a Young and Beautiful (2013). Korai videói a „rossz lány” és a „gengszter Nancy Sinatra” személyiségét mutatták be.
Az olyan számokhoz, mint a Summer Wine, a Carmen és a Summertime Sadness készült következő videói lényegesen alacsonyabb költségvetésből készültek, és több elemet tartottak meg Del Rey korábbi stílusából. Az Ultraviolence korszak nagy költségvetésű és saját készítésű videók keverékét tartalmazta, míg a Honeymoon korszak szinte szigorúan film noir hatású, professzionálisan forgatott vizuális anyagokat tartalmazott. Mindkét éra során Del Rey néhány saját készítésű videóklipje, például a Pretty When You Cry és a Honeymoon című számokhoz, Del Rey véleménye szerint „túl unalmasak” voltak, ezért nem kerültek kiadásra. A Lust for Life korszakot széles körben jellemezték az enyhén filteres, vintage ihletésű, futurisztikus hatású megjelenésről. A Norman Fucking Rockwell! című albumhoz Del Rey húga, Chuck Grant rendezett három videót Del Rey „házi videóklip” formátumában, míg az ezt követő két videót Rich Lee rendezte vintage, de futurisztikus stílusban, hasonlóan az általa rendezett Lust for Life-videókhoz.
A kritikusok elismerték Del Rey jellegzetesen egyszerű, de hiteles élő előadásait. A The New York Times 2017 szeptemberében megjelent koncertkritikája szerint: „Del Rey több mint egy órán keresztül kísértetiesen laza volt, olyan könnyedséggel énekelt és mosolygott, mintha valaki a helyi kávézóban tartana egy előadói estet.” Egy másik kritika, amelyet Roy Train írt a The Hollywood Reporter számára 2014-ben, a következőket jegyezte meg: „az énekesnő kedélyességében van egyfajta távolságtartás, ami még a színpad másik végén, magasan a színpad fölött lévő helyemről is nyilvánvaló volt, a hűvösség még mindig érezhető volt”.

## Diszkográfia
Stúdióalbumok
- Lana Del Ray (2010)
- Born to Die (2012)
- Ultraviolence (2014)
- Honeymoon (2015)
- Lust for Life (2017)
- Norman Fucking Rockwell! (2019)
- Chemtrails over the Country Club (2021)
- Blue Banisters (2021)
- Did You Know That There’s a Tunnel Under Ocean Blvd (2023)
- The Right Person Will Stay (2025)

## Turnék
- Born to Die Tour (2011-2012)
- Paradise Tour (2013)
- Ultraviolence Tour (2014)
- The Endless Summer Tour (2015)
- LA to the Moon Tour (2017-2018)
- The NFR! Tour (2019)
- Did You Know That There Is A Tour Around The World (2023-2024)

## Filmográfia
| Év   | Film     | Szerep            | Megjegyzések                                        |
| ---- | -------- | ----------------- | --------------------------------------------------- |
| 2010 | Poolside | Lisa              | Rövid film                                          |
| 2013 | Tropico  | Éva és Szűz Mária | Rövid film; közreműködött íróként és zeneszerzőként |

## Magyarul megjelent művei
- Violet a fűben hátrahajol; ford. Simon Márton, Tóth Réka Ágnes; Jelenkor, Budapest, 2022

## Magyar weblapok
- Lana Del Rey kidobott
- The Ting Tings és Lana Del Rey
- Born To Die MTV|Push Lana Del Rey| MTV Magyarország
- Mennyei dalok síron innen
- Lana Del Rey – Video Games